# パナギオティス・コネ
パナギオティス・ギオルギオス・コネ（ギリシア語: Παναγιώτης Γεώργιος Κονέ, ラテン文字表記: Panagiotis Giorgios Kone, 1987年7月26日 - ）は、アルバニア・ティラナ出身の元ギリシャ代表サッカー選手。現役時代のポジションはMF。

## クラブ経歴

### キャリア初期
2歳の時にギリシャに移住しており、同国のオリンピアコスFCの下部組織で育つ。17歳を前にフランスのRCランスへ移籍しユースチームでプレーした。しかし1年でギリシャに戻り、2005年にAEKアテネFCとプロ契約。2007年に加入したリヴァウドに譲るまで背番号10を与えられるなど期待されたが、3シーズンで24試合の出場に終わり、2008年夏にイラクリス・テッサロニキFCへ移籍した。

### ボローニャ
2010年夏、イタリアのブレシア・カルチョへ移籍。クラブがセリエBに降格した翌年はレンタル先のボローニャFCでプレーすると、翌2012-13シーズンも共同保有でボローニャに残留し2013年6月に完全移籍を果たした。

### ウディネーゼ
2014年8月13日、ボローニャの2部降格に伴いウディネーゼ・カルチョへ移籍。2015-16シーズンは負傷の影響により出場機会に恵まれず、2016年2月1日にACFフィオレンティーナへ買い取りオプション付きで期限付き移籍することが発表された。4月10日のエンポリFC戦で82分にヨシップ・イリチッチに代わってピッチに立ち、同クラブ初出場となった。翌シーズン後半はグラナダCFへのローンでプレーした。
2017年8月31日、シーズンローンの形で9年振りにAEKアテネへ復帰した。
シーズン終了後にウディネーゼへレンタルバックするが、契約満了に伴い退団することを表明した。

### 代表
年代別のギリシャ代表を経て、2010年11月にオーストリアとのフレンドリーマッチでA代表デビュー。EURO2012の代表候補にも選出されたが、最終登録メンバーには選ばれなかった。
2014 FIFAワールドカップでは代表メンバーに選出され、大会前となる6月7日に行われたボリビアとの親善試合で代表初得点を挙げ2-1の勝利を収めた。11月20日の親善試合・セルビア戦では、ネマニャ・マティッチからタックルを受け激高するが思い留まり涙を流した。
フェロー諸島に敗れた2015年6月15日、自身のルーツであるアルバニアを象徴する鷲のジェスチャーをした写真を公開し物議を醸した。10月11日に行われたEURO2016予選・ハンガリー戦では、ホセ・ホレバスのクロスにヘディングで合わせ決勝点を挙げ4-3での逆転勝利に貢献した。チームとしてはこの勝利が予選唯一のものとなりグループ最下位で敗退となった。

## 代表歴

### 出場大会
- ギリシャ代表
  - 2014 FIFAワールドカップ

### 試合数
- 国際Aマッチ 28試合 2得点（2010年-2015年）[12]

| ギリシャ代表 | 国際Aマッチ | 国際Aマッチ |
| 年           | 出場        | 得点        |
| ------------ | ----------- | ----------- |
| 2010         | 1           | 0           |
| 2011         | 8           | 0           |
| 2012         | 1           | 0           |
| 2013         | 4           | 0           |
| 2014         | 8           | 1           |
| 2015         | 6           | 1           |
| 通算         | 28          | 2           |

## タイトル
AEKアテネ
- スーパーリーグ : 2017-18